# بيغي رامزي
بيغي رامزي (بالإنجليزية: Peggy Ramsay)‏ هي وكيلة أدبية أسترالية، ولدت في 27 مايو 1908 في Molong ‏ في أستراليا، وتوفيت في 4 سبتمبر 1991 في لندن في المملكة المتحدة.